# Flada-Måsskär
Flada-Måsskär är öar i Finland. De ligger i Skärgårdshavet eller Norra Östersjön och i kommunen Kimitoön i landskapet Egentliga Finland, i den sydvästra delen av landet. Öarna ligger omkring 71 kilometer söder om Åbo och omkring 160 kilometer väster om Helsingfors. Flada- 
Arean för den av öarna koordinaterna pekar på är 2,2 hektar och dess största längd är 230 meter i nord-sydlig riktning.
```
Det finns inga samhällen i närheten.
```